# Neoparadainella
Neoparadainella es un género de foraminífero bentónico de la subfamilia Endostaffellinae, de la familia Endothyridae, de la superfamilia Endothyroidea, del suborden Fusulinina y del orden Fusulinida. Su especie tipo es Paradainella (Neoparadainella) primordialis. Su rango cronoestratigráfico abarca el Viseense (Carbonífero inferior).

## Discusión
Clasificaciones más recientes incluyen Neoparadainella en el suborden Endothyrina, del orden Endothyrida, de la subclase Fusulinana de la clase Fusulinata.

## Clasificación
Neoparadainella incluye a las siguientes especies:
- Neoparadainella donbassica †
- Neoparadainella eoendothyranopsiformis †
- Neoparadainella nibelis †
- Neoparadainella primordialis †
- Neoparadainella pseudochomatica †